# Đỉa có hàm
Đỉa có hàm (danh pháp khoa học: Hirudinidae) là một họ đỉa. Nó bao gồm 10 chi.

## Các chi
Phân loại Interim Register of Marine and Non-marine Genera lists:
1. Hirudo Linnaeus, 1758
2. Limnatis Moquin-Tandon, 1827
3. Limnobdella Blanchard, 1893
4. Ornithobdella Benham, 1909
5. Pintobdella Caballero, 1937
6. Poecilobdella Blanchard, 1893

Genera of uncertain placement
1. Asiaticobdella Richardson, 1969
2. Aulastoma Moquin-Tandon, 1827
3. Dinobdella Moore, 1927
4. Diplobdella Moore, 1902
5. Hexabdella Verrill, 1872
6. Myxobdella Oka, 1917
7. Oxyptychus Grube, 1850
8. Potamobdella Caballero